# Urosticte
Genre
Urosticte est un genre d'oiseaux-mouches (la famille des trochilidés), de la sous-famille des Trochilinae et de la tribu des Heliantheini.

## Liste des espèces
D'après la classification de référence (version 2.5, 2010) du Congrès ornithologique international, ce genre est constitué des espèces suivantes (par ordre phylogénique) :
- Urosticte benjamini – Colibri de Benjamin
- Urosticte ruficrissa – Colibri à sous-caudales rousses